# Cephonodes hylas
Cephonodes hylas är en fjärilsart som beskrevs av Butler 1877. Cephonodes hylas ingår i släktet Cephonodes och familjen svärmare. Inga underarter finns listade i Catalogue of Life.

## Beskrivning

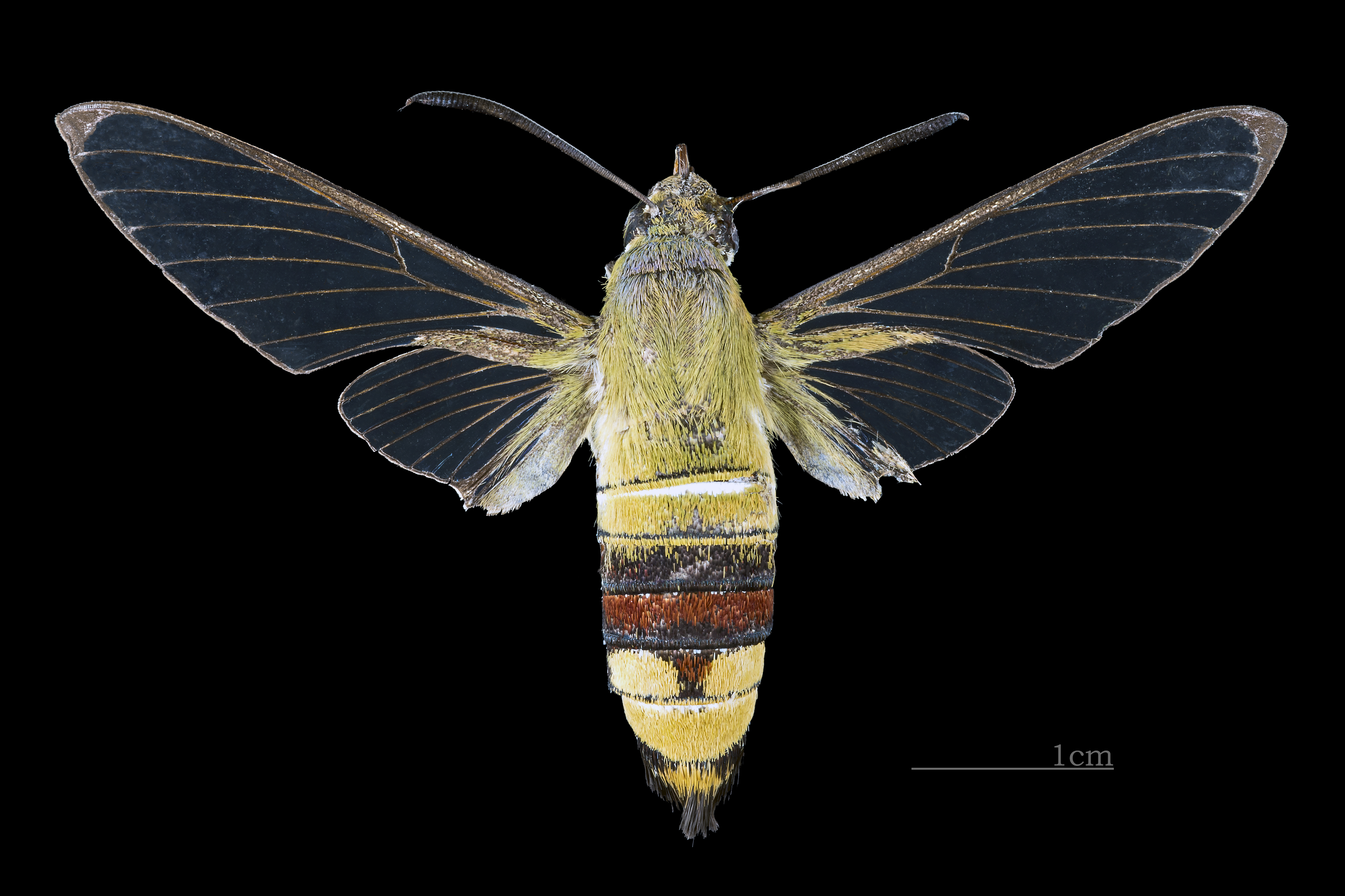
♂
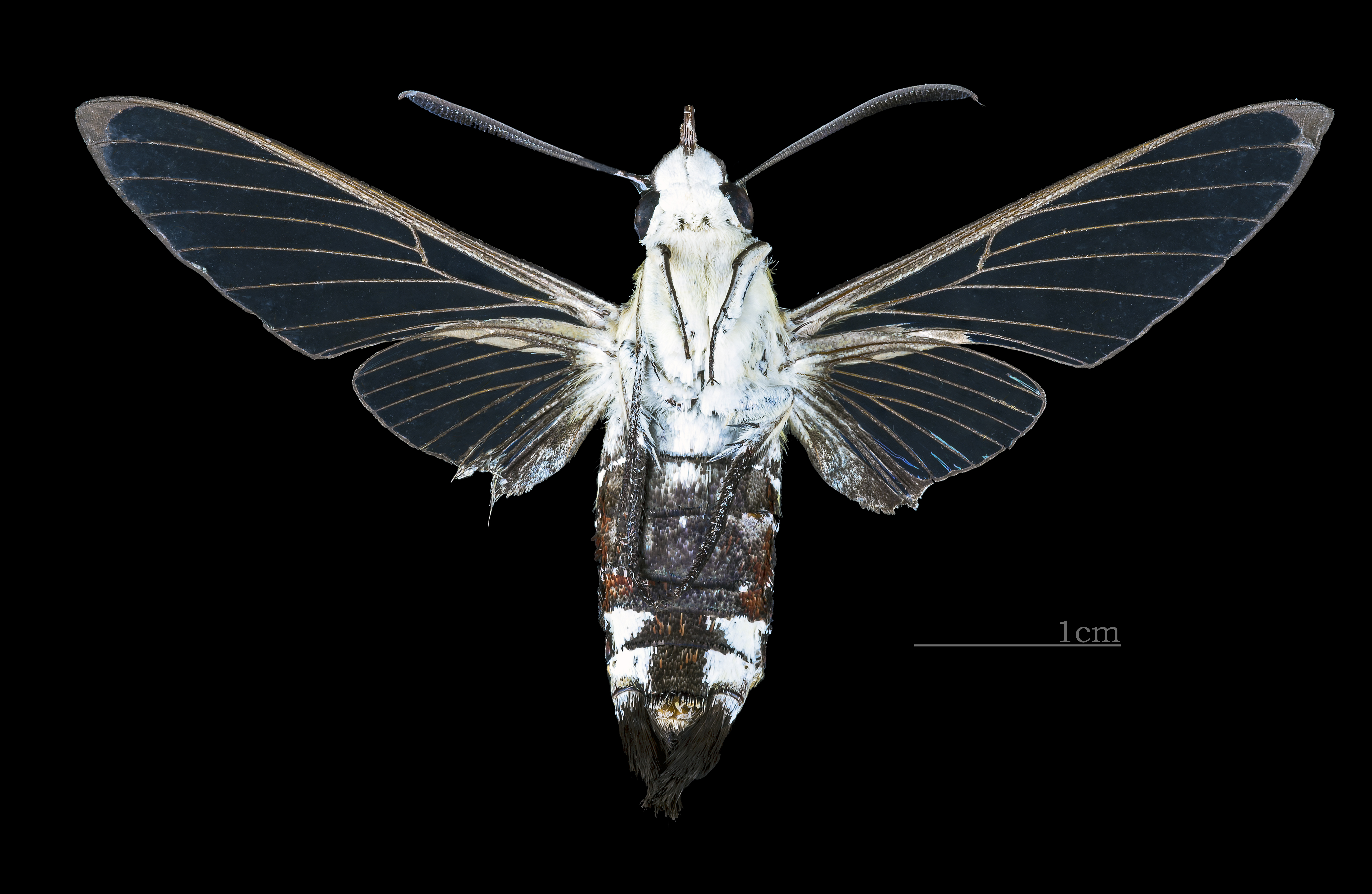
♂ △
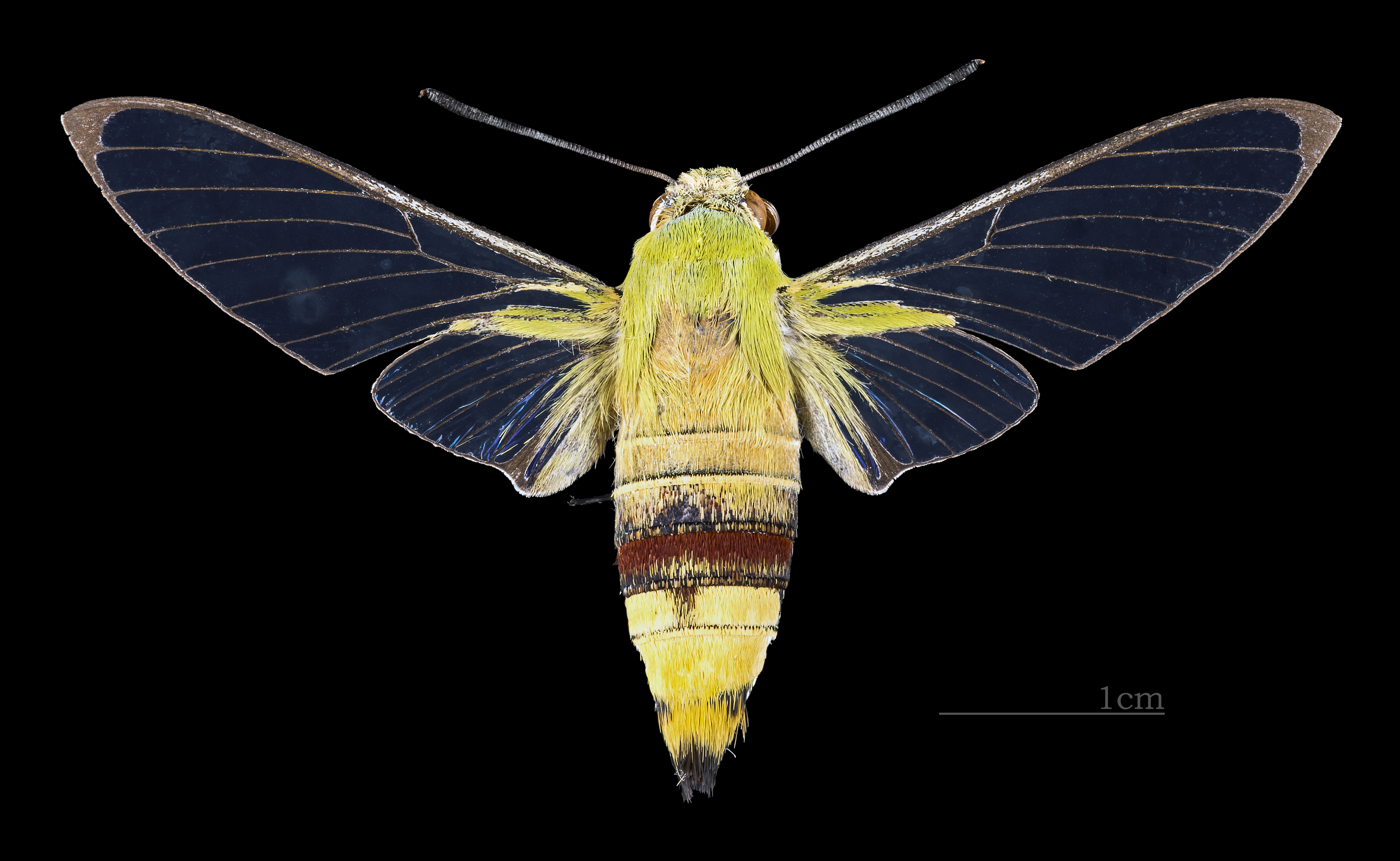
♀
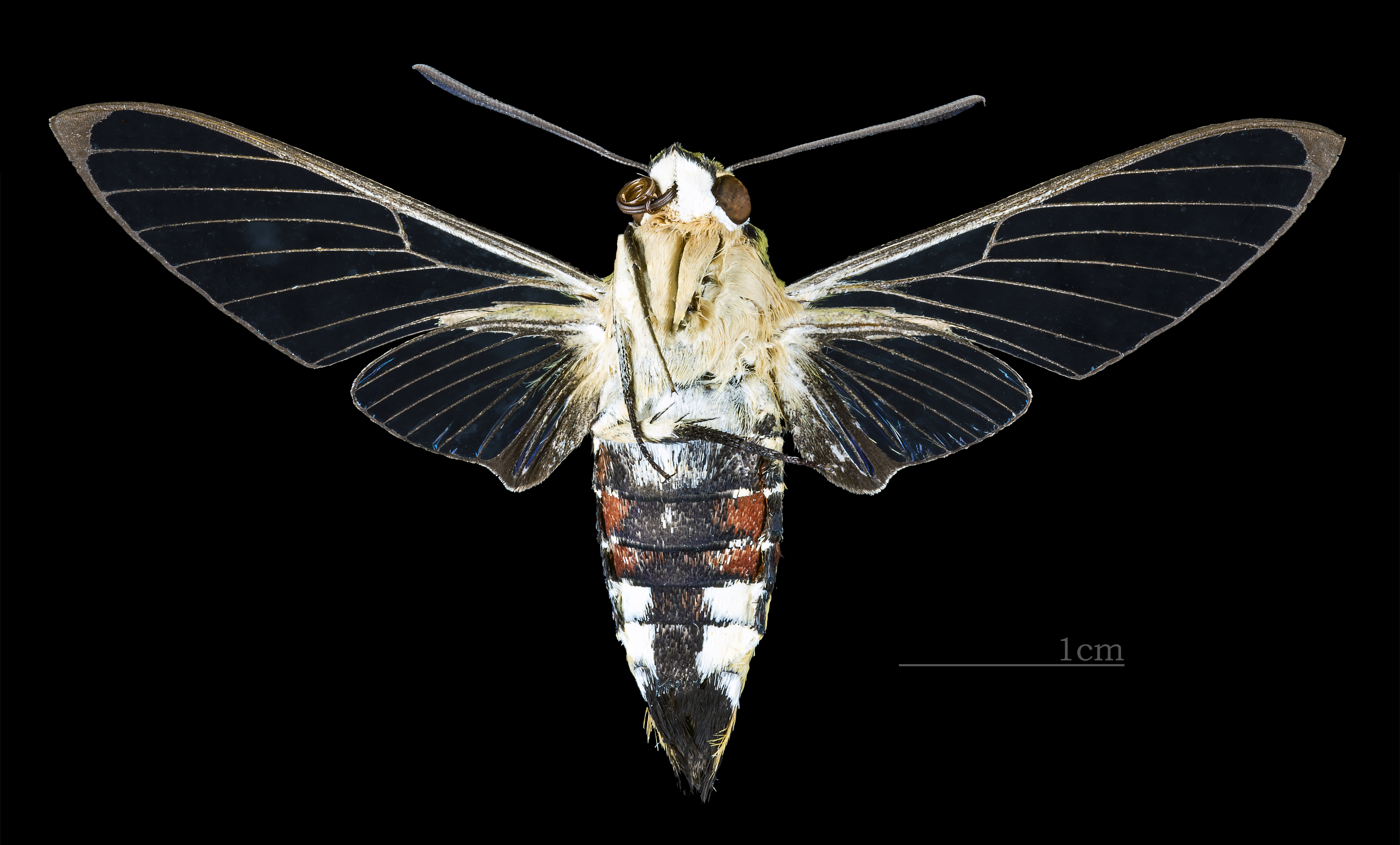
♀ △

## Bildgalleri

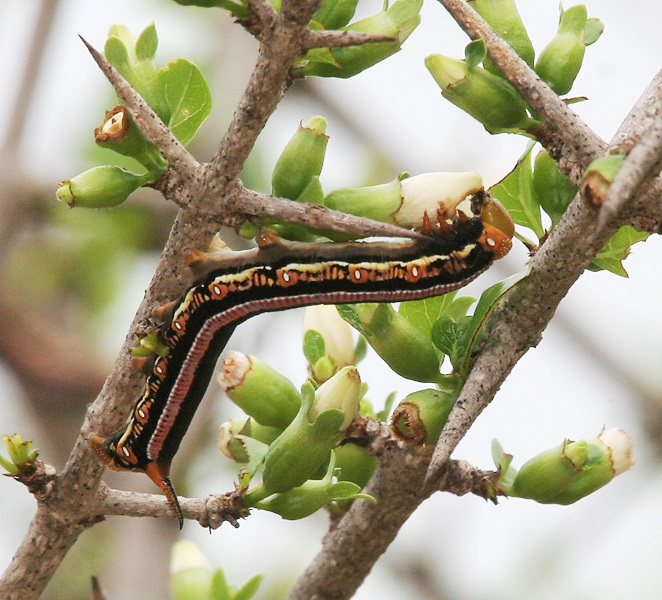
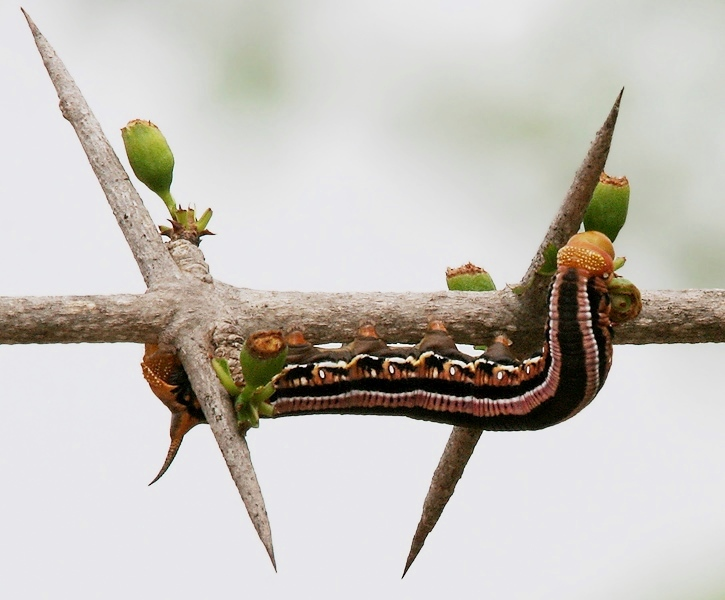
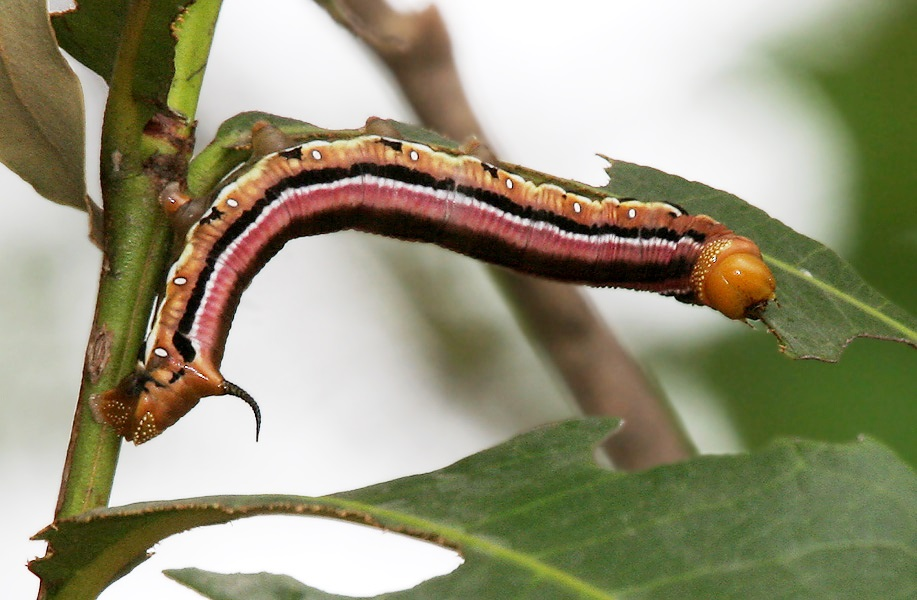
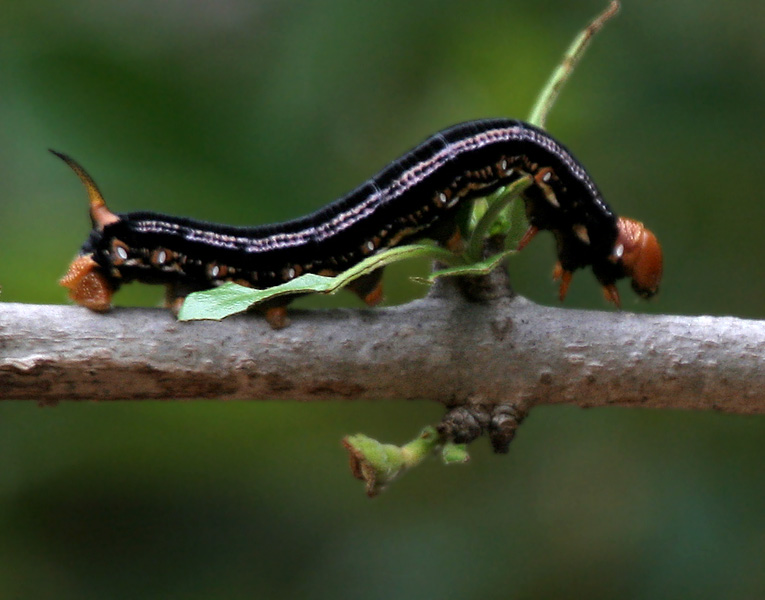
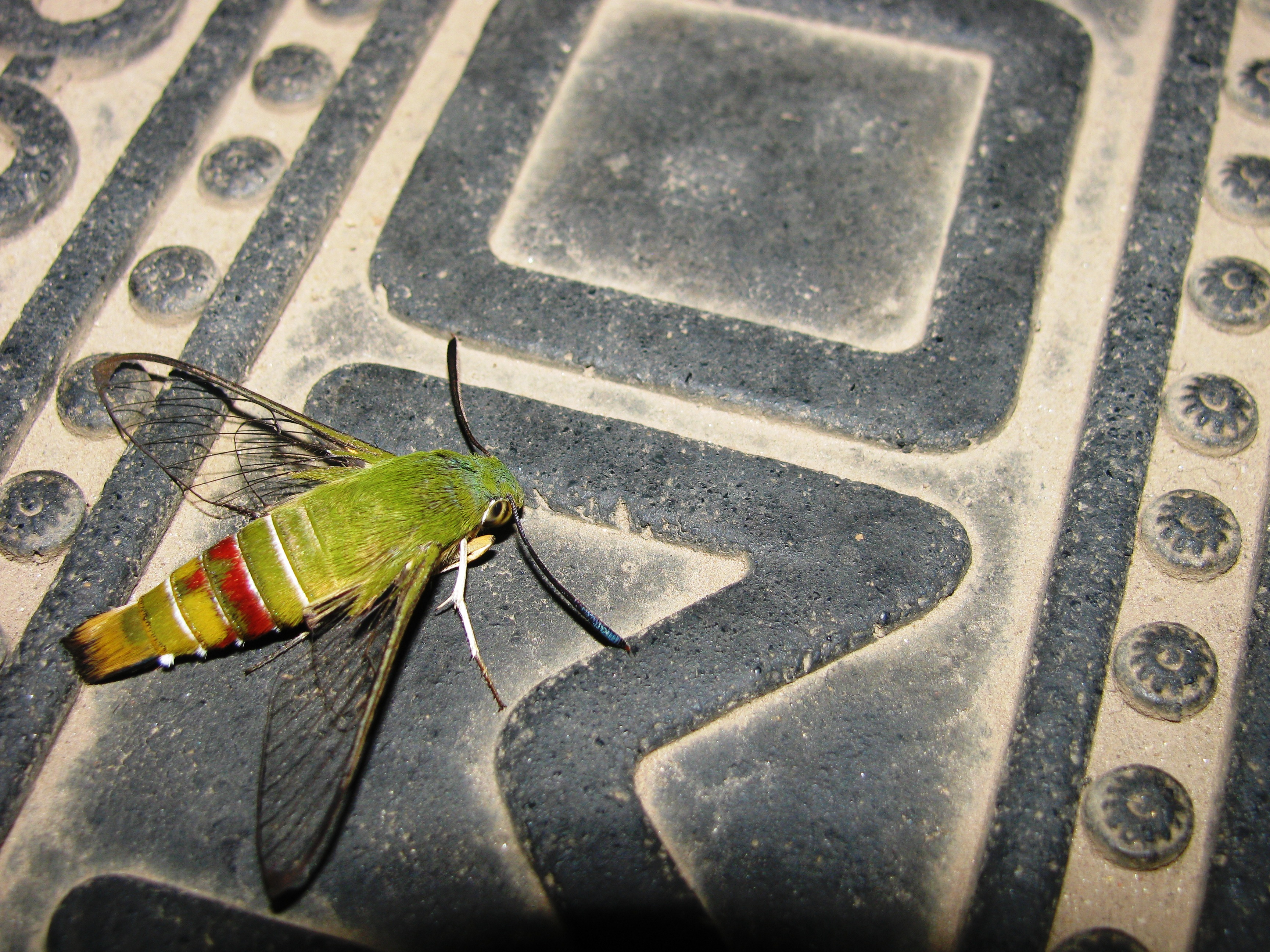
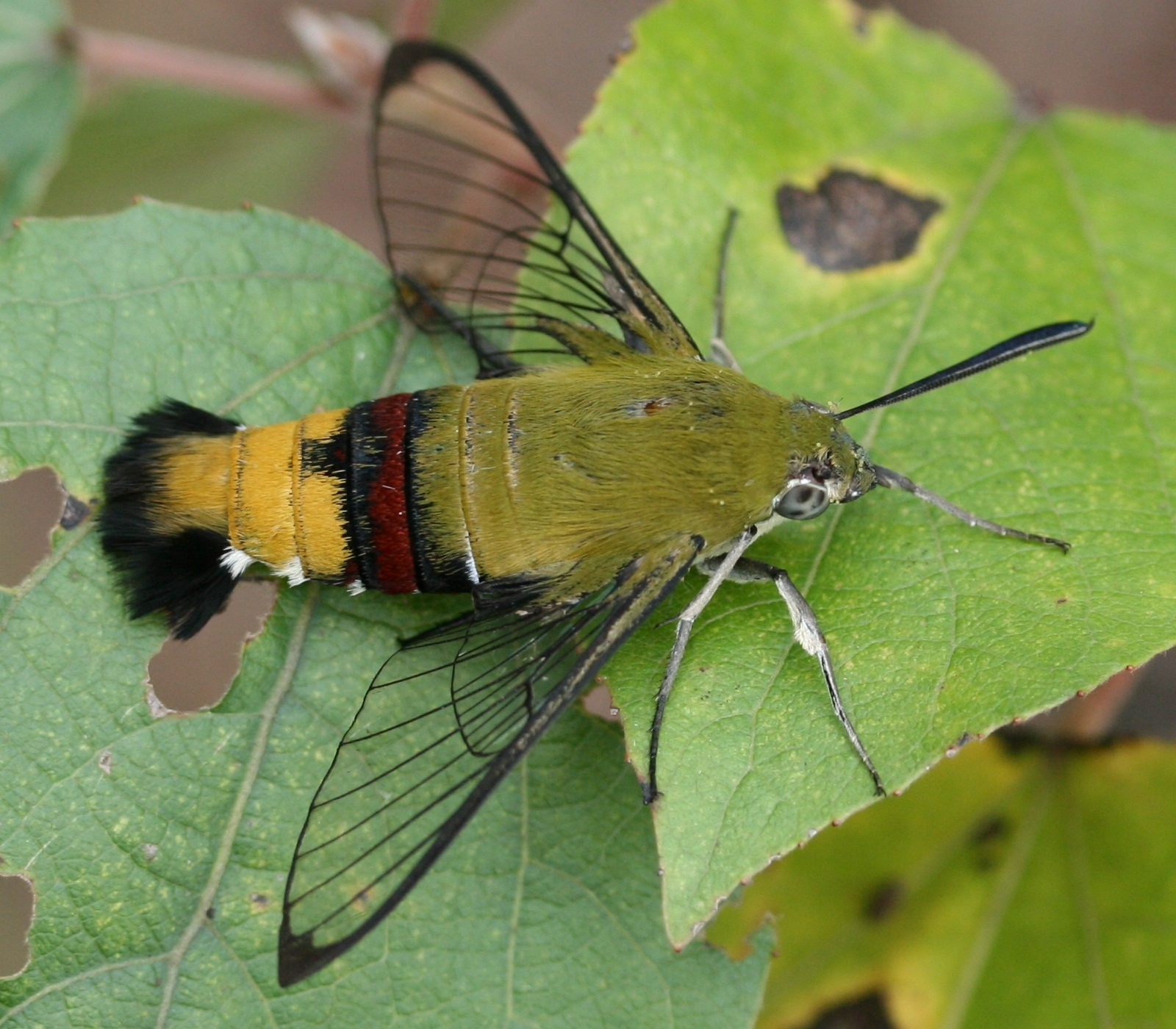